# Rutieră

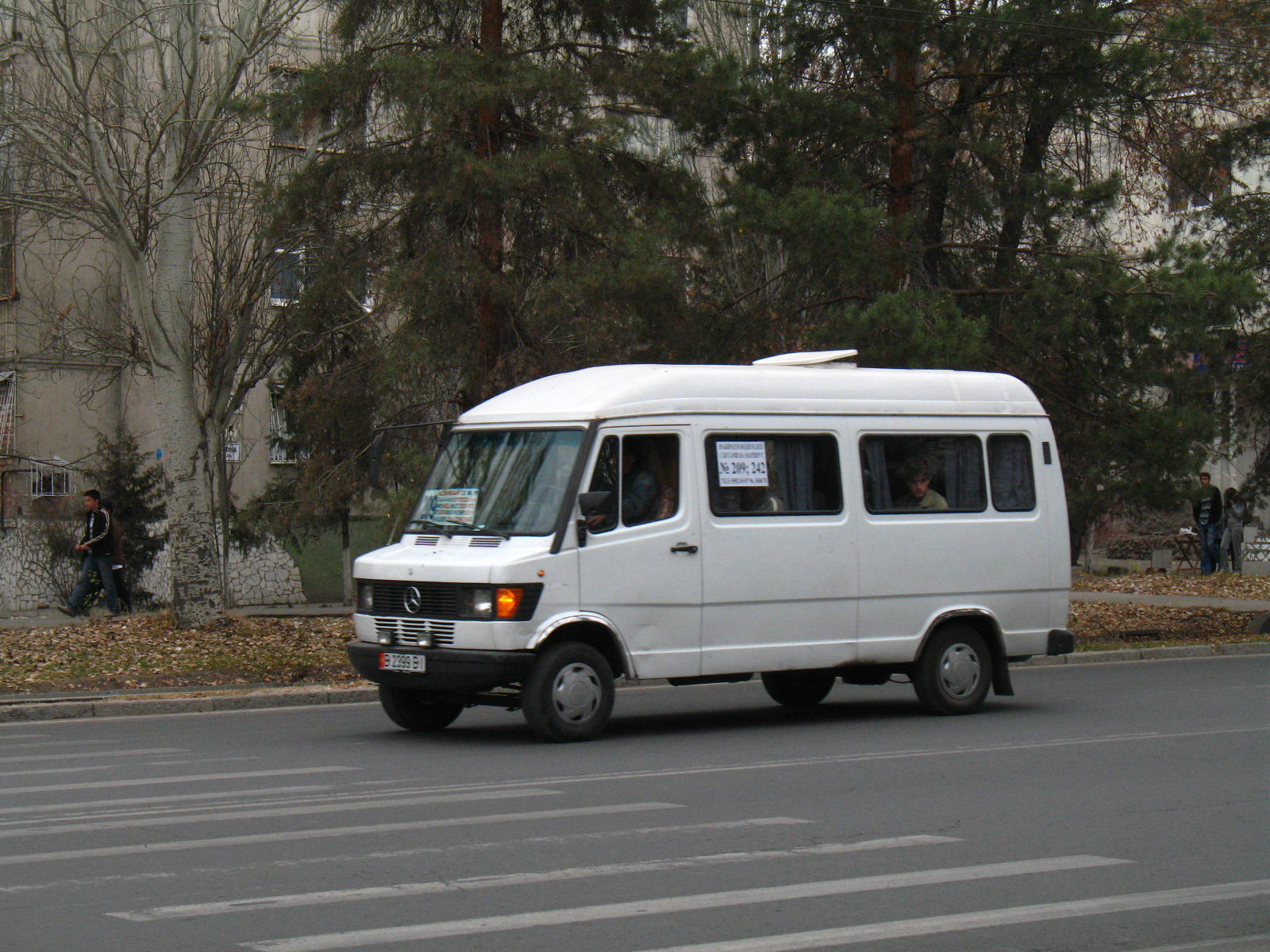
Jellegzetes rutieră

A rutieră (többes szám: rutiere, jelentése románul: közúti) a magántulajdonban lévő, a tulajdonos által üzemeltetett minibuszok neve Moldovában, amelyek a tömegközlekedés részét képezik és fix útvonalakon járnak. A városokban a rutieră-útvonalakat számozzák, a busz- és trolibuszvonalakhoz hasonlóan.
1981-ben jelentek meg, és Moldova városaiban igen népszerűek.